# Blu Volley Werona

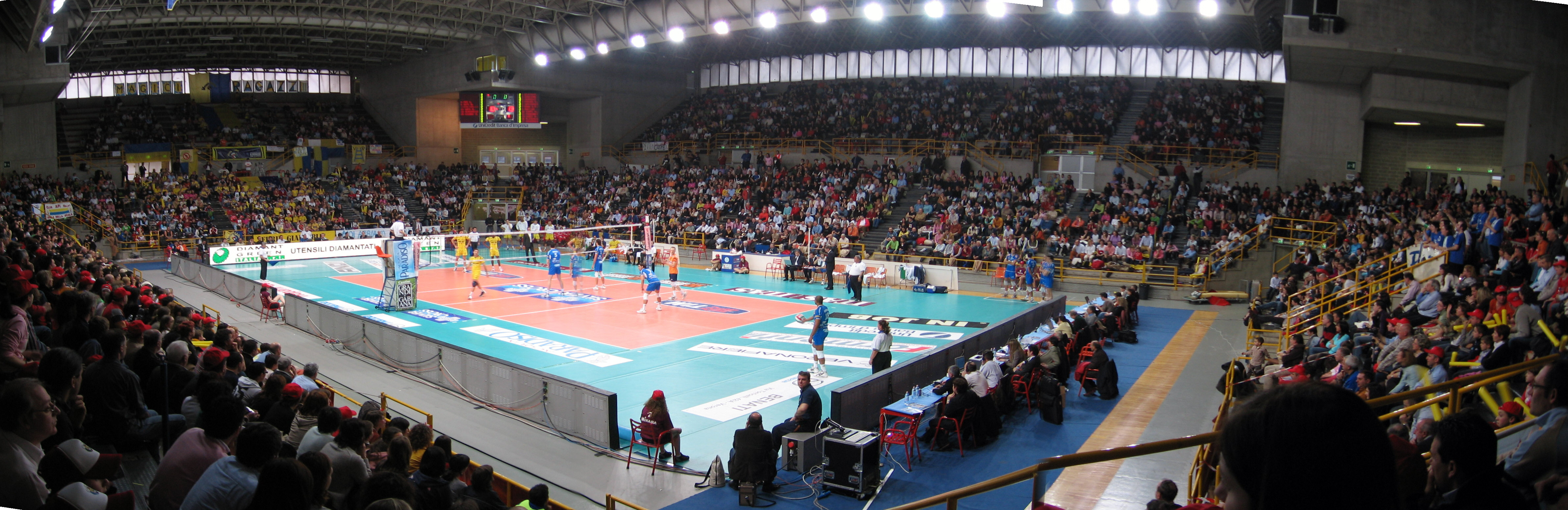
PalaOlimpia - arena, w której grają mecze domowe zawodnicy Rana Werona

Rana Werona – włoski męski klub siatkarski z siedzibą w Weronie, założony w 2001 roku. 

## Historia
Rana Werona powstał w 2001 roku z połączenia dwóch werońskich drużyn ligowych: API Volley Iscola della Scala oraz Pallavolo Verona. 

### Chronologia nazw sponsorskich
- 2001: AESSE VRB Werona
- 2002: Canadiens Werona
- 2003: Marmi Lanza Werona
- 2013: Calzedonia Werona
- 2020: NBV Werona
- 2021: Werona Volley
- 2022: WithU Werona[1]
- 2023: Rana Werona

## Sukcesy
Puchar Serie A2:
- 2004, 2008

Mistrzostwo Serie A2:
- 2004
- 2008

Puchar Challenge:
- 2016

## Bilans sezon po sezonie
| Sezon                | Miejsce |
| -------------------- | ------- |
| 2001/2002 - Serie A2 | 4       |
| 2002/2003 - Serie A1 | 13      |
| 2003/2004 - Serie A2 | 1       |
| 2004/2005 - Serie A1 | 6       |
| 2005/2006 - Serie A1 | 7       |
| 2006/2007 - Serie A1 | 14      |
| 2007/2008 - Serie A2 | 2       |
| 2008/2009 - Serie A1 | 9       |
| 2009/2010 - Serie A1 | 8       |
| 2010/2011 - Serie A1 | 7       |
| 2011/2012 - Serie A1 | 11      |
| 2012/2013 - Serie A1 | 12      |
| 2013/2014 - Serie A1 | 8       |
| 2014/2015 - Serie A1 | 5       |
| 2015/2016 - Serie A1 | 7       |
| 2016/2017 - Serie A1 | 7       |
| 2017/2018 - Serie A1 | 7       |
| 2018/2019 - Serie A1 | 6       |
| 2019/2020 - Serie A1 | 8       |
| 2020/2021 - Serie A1 | 9       |
| 2021/2022 - Serie A1 | 9       |
| 2022/2023 - Serie A1 | 8       |
| 2023/2024 - Serie A1 | 6       |
| 2024/2025 - Serie A1 |         |

Poziom rozgrywek:
     pierwszy, najwyższy ogólnokrajowy
     drugi
     trzeci
     czwarty

## Trenerzy
| Lata                      | Trener            |
| ------------------------- | ----------------- |
| 1998-1999                 | Roberto Santilli  |
| 2001-2003                 | Pietro Scarduzio  |
| 2003-2006                 | Bruno Bagnoli     |
| 2006-2006 (do 05.10.2006) | Massimo Dagioni   |
| 2006-2007 (od 10.10.2006) | Angelo Lorenzetti |
| 2007-2008 (do 25.04.2008) | Emanuele Zanini   |
| 2008-2009                 | Alberto Giuliani  |
| 2009-2013                 | Bruno Bagnoli     |
| 2013-2016 (do 14.12.2016) | Andrea Giani      |
| 2016-2019 (od 19.12.2016) | Nikola Grbić      |
| 2019-2025 (do 13.03.2025) | Radostin Stojczew |
| 2025-2025 (od 13.03.2025) | Dario Simoni      |
| 2025-                     | Fabio Soli        |

## Polacy w klubie
| Lata gry  | Imię i nazwisko  |
| --------- | ---------------- |
| 2005-2007 | Zbigniew Bartman |
| 2015-2016 | Bartosz Bućko    |
| 2019-2020 | Bartłomiej Kluth |

## Kadra

### Sezon 2025/2026[13]
- 2.  Lorenzo Cortesia
- 9.  Noumory Keita
- 11.  Francesco Sani
- 15.  Pietro Bonisoli
- 19.  Rok Možič

Potwierdzone transfery
- Micah Christenson[14]
- Darlan Souza[15]
- Uroš Planinšič[16]
- Fabrizio Gironi[17]
- Marco Valbusa[18]

| - 1. Aidan Zingel - 2. Lorenzo Cortesia - 4. Donovan Džavoronok - 6. Francesco D’Amico - 7. Nikola Jovović - 9. Noumory Keita - 10. Amin Esma’ilneżad - 11. Aleks Grozdanow - 13. Luca Spirito - 15. Pietro Bonisoli - 16. Francesco Sani - 18. Leandro Mosca - 19. Rok Možič - 21. Andrea Zanotti - 23. Axel Truhtchev (do 24.11.2023) | - 1. Aidan Zingel - 2. Lorenzo Cortesia - 3. Jordan Ewert (od 02.02.2025) - 4. Donovan Džavoronok - 6. Francesco D’Amico - 7. Konstantin Abajew - 9. Noumory Keita - 10. Martin Chevalier - 11. Francesco Sani - 12. Mads Kyed Jensen - 13. Luca Spirito - 15. Pietro Bonisoli - 17. Marco Vitelli - 19. Rok Možič - 21. Andrea Zanotti |

| - 1. Jonas Aguenier - 2. Lorenzo Cortesia - 3. Giulio Magalini - 7. Raphael Vieira de Oliveira - 8. Asparuch Asparuchow - 9. Rok Možič - 11. Uroš Nikolić - 12. Mads Kyed Jensen - 13. Luca Spirito - 14. Anton Qafarena - 18. Nathan Wounembaina (od 30.10.2021) - 21. Andrea Zanotti - 22. Francesco Donati - 29. Federico Bonami | - 1. Lorenzo Cortesia - 2. John Perrin (do 11.02.2023) - 3. Giulio Magalini - 4. Gustavo Cavalcanti (od 02.03.2023) - 5. Maksim Sapożkow - 7. Raphael Vieira de Oliveira - 9. Noumory Keita - 11. Aleks Grozdanow - 12. Mads Kyed Jensen - 13. Luca Spirito - 15. Pietro Bonisoli - 18. Leandro Mosca - 19. Rok Možič - 20. Marco Gaggini - 21. Andrea Zanotti |

| - 1. Matej Kazijski (od 01.03.2020) - 2. Bartłomiej Kluth - 6. Federico Marretta - 7. Emanuele Birarelli - 8. Asparuch Asparuchow - 9. Stéphen Boyer - 10. Jennings Franciskovic - 11. Sebastián Solé - 12. Enrico Cester - 13. Luca Spirito - 17. Jonas Aguenier - 18. Garrett Muagututia - 21. Andrea Zanotti - 22. Francesco Donati - 29. Federico Bonami - 66. Corey Chavers | - 1. Matej Kazijski - 3. Giulio Magalini - 4. Edoardo Caneschi - 5. Milan Peslac - 7. Jonas Aguenier - 8. Asparuch Asparuchow - 9. Stéphen Boyer (do 12.11.2020) - 12. Mads Kyed Jensen (od 21.11.2020) - 13. Luca Spirito - 17. Thomas Jaeschke - 19. Aleksandr Kimierow (do 27.11.2020) - 21. Andrea Zanotti - 22. Francesco Donati - 29. Federico Bonami - Aidan Zingel (od 27.02.2021) |

| - 1. Stefano Mengozzi - 2. Alen Pajenk - 3. Adriano Paolucci - 5. Tonček Štern - 6. Federico Marretta - 7. Emanuele Birarelli - 8. Stephen Maar - 10. Thomas Frigo - 11. Aleks Grozdanow - 12. Mitar Dzurits - 13. Luca Spirito - 14. Mohammad Dżawad Manawineżad - 17. Thomas Jaeschke - 18. Nicola Pesaresi | - 1. Riccardo Pinelli - 2. Ludovico Giuliani - 3. Matej Kazijski - 4. Aimone Alletti - 5. Daniele De Pandis - 6. Federico Marretta - 7. Emanuele Birarelli - 9. Stéphen Boyer - 12. Aleks Grozdanow - 13. Luca Spirito - 14. Mohammad Dżawad Manawineżad - 21. Morteza Szarifi - 32. Sebastián Solé - 96. Alberto Magalini |

| - 1. Aidan Zingel - 2. Uroš Kovačević - 3. Nicola Pesaresi - 4. Carmelo Gitto - 5. François Lecat - 6. Luca Spirito - 7. Thomas Frigo - 8. Michele Baranowicz - 10. Saša Starović - 13. Giacomo Bellei - 15. Taylor Sander - 17. Simone Anzani - 18. Bartosz Bućko | - 1. Aidan Zingel - 2. Uroš Kovačević - 3. Adriano Paolucci - 5. François Lecat - 6. Alexandre Ferreira - 7. Andrea Giovi - 8. Michele Baranowicz - 10. Thomas Frigo - 11. Stefano Mengozzi - 12. Mitar Dzurits - 14. Tonček Štern - 17. Simone Anzani - 18. Luigi Randazzo |

| - 1. Aidan Zingel - 2. Alessandro Blasi - 3. Nicola Pesaresi - 4. Thijs ter Horst - 5. Andrea Coali - 6. Mitja Gasparini - 8. Pasquale Gabriele - 9. Adam White - 10. Dante Boninfante - 11. Federico Centomo - 13. Giacomo Bellei - 16. Nikola Kovačević - 17. Simone Anzani - 18. Juan Manuel González | - 1. Aidan Zingel - 2. Manuel Coscione - 3. Nicola Pesaresi - 4. Carmelo Gitto - 8. Alessandro Blasi - 6. Mitja Gasparini - 7. Sam Deroo - 9. Adam White - 11. Federico Centomo - 13. Giacomo Bellei - 14. Luca Borgogno - 15. Taylor Sander - 17. Simone Anzani |

| - 1. Matteo Bolla - 2. Yosleyder Cala - 3. Luca Calderan - 4. Mitja Gasparini - 5. Robert Kromm - 6. Marco Meoni - 7. Stefano Patriarca - 9. Marcus Popp - 10. Daniele Postiglioni - 11. Lorenzo Smerilli - 13. Thijs ter Horst - 14. Hristo Cwetanow - 15. Aidan Zingel | - 1. Aidan Zingel - 2. Michal Rak - 3. Damir Kosmina - 4. Thijs ter Horst - 5. Swetosław Gocew - 6. Marco Meoni - 7. Matteo Bolla - 8. Nicola Pesaresi - 9. Federico Centomo - 10. Mauro Gavotto - 11. Harrison Peacock - 12. Jaime Viafara - 13. Michele Fedrizzi - 18. Francesco De Marchi |

| - 1. Zoran Peslac - 3. Michele Groppi - 4. Maurizio Latelli - 5. Daniele Sottile - 6. Dore Della Lunga - 7. Michal Lasko - 9. Jiří Kovář - 10. Valerio Curti - 11. Maxwell Holt - 12. Jordan Gałabinow - 13. Massimo Colaci - 14. Robert Kromm - 17. Daniel Howard | - 1. Maurizio Latelli - 2. Alen Pajenk - 3. Damir Kosmina - 4. Matteo Bolla - 5. Theodore Brunner - 6. Marco Meoni - 7. Michal Lasko - 8. Lorenzo Smerilli - 9. Paul Lotman - 11. Aidan Zingel - 12. Yosleyder Cala - 14. Matteo Sterzi - 15. Renaud Herpe |

### Sezon 2008/2009
- 1.  Maurizio Latelli
- 3.  Simone Parodi
- 4.  Marcus Popp
- 5.  Daniele Sottile
- 6.  Martino Volpino
- 7.  Michal Lasko
- 11. Frank Dehne
- 12. David Szabo
- 13. Massimo Colaci
- 14. Gorna Marić
- 15. Andrea Semenzato
- 17. Rob Bontje
- 18. Matteo Mosterts